# Medaglia Lilienthal

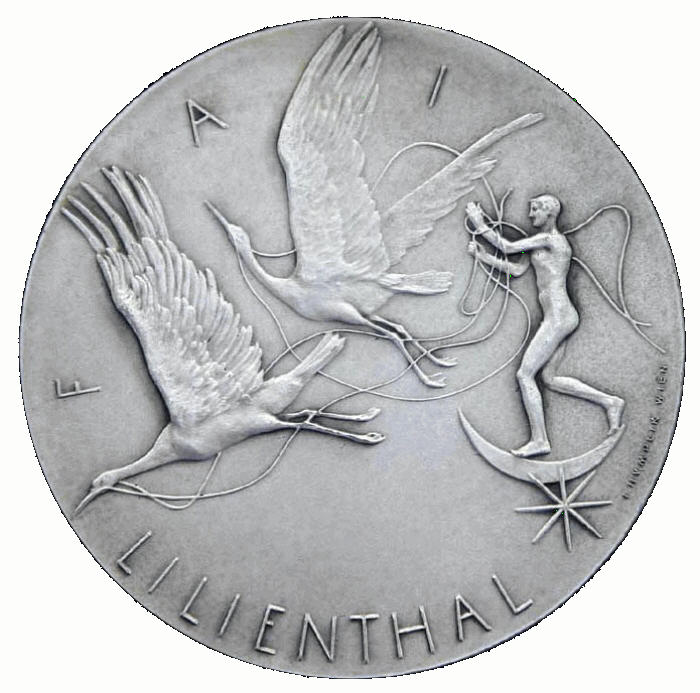
Medaglia Lilienthal

La medaglia Lilienthal è il più alto premio al mondo dedicato all'aviazione e all'aeronautica, istituito dalla Fédération Aéronautique Internationale (FAI) nel 1938 in onore di Otto Lilienthal, un pioniere tedesco dell'aviazione. Mira "a premiare una prestazione particolarmente notevole nel volo". La medaglia è stata progettata dall'artista austriaco Josef Humplik.
Il primo vincitore della medaglia è stato Tadeusz Góra per il suo volo da record di 577,8 chilometri il 18 maggio 1938, aliante PWS-101 da Bezmiechowa a Soleczniki (vicino a Vilnius).

## Vincitori
| Anno | Vincitore                   |
| ---- | --------------------------- |
| 1938 | Tadeusz Góra                |
| 1948 | Per-Axel Persson            |
| 1949 | John C. Robinson            |
| 1950 | William S. Ivans            |
| 1951 | Marcelle Choisnet-Gohard    |
| 1952 | Charles Atger               |
| 1953 | Victor Iltchenko            |
| 1954 | Philip Wills                |
| 1955 | Joachim Küttner             |
| 1956 | Paul MacCready              |
| 1957 | Don Luis Vicente Juez Gomez |
| 1958 | Wolf Hirth                  |
| 1959 | Richard Schreder            |
| 1960 | Pelagia Majewska            |
| 1961 | Adolph Gehriger             |
| 1962 | Paul Bikle                  |
| 1963 | Heinz Huth                  |
| 1964 | Alvin H. Parker             |
| 1965 | Edward Makula               |
| 1966 | Anne Burns                  |
| 1967 | Lennart Stahlfors           |
| 1968 | Alejo Williamson            |
| 1969 | Eric Nessler                |
| 1970 | Hans-Werner Grosse          |
| 1971 | Karl Striedieck             |
| 1972 | Jan Wróblewski              |
| 1973 | Ann Welch                   |
| 1974 | August Hug                  |
| 1975 | Adela Dankowska             |
| 1976 | Louis A. de Lange           |
| 1977 | George B. Moffat, Jr.       |
| 1978 | Helmut Reichmann            |
| 1980 | Hans Wolf                   |
| 1981 | George Lee                  |
| 1982 | Hans Nietlispach            |
| 1984 | C.E. Wallington             |
| 1985 | Sholto Hamilton Georgeson   |
| 1986 | Dick Johnson                |
| 1987 | Juhani Horma                |
| 1988 | Ingo Renner                 |
| 1990 | Fred Weinholtz              |
| 1991 | Raymond W. Lynskey          |
| 1992 | Franciszek Kępka            |
| 1993 | Bernald S. Smith            |
| 1994 | Terrence Delore             |
| 1995 | Tor Johannessen             |
| 1997 | Manfred Reinhardt           |
| 1998 | Oran Nicks                  |
| 1999 | Hana Zejdova                |
| 2000 | Klaus Ohlmann               |
| 2001 | James M. Payne              |
| 2002 | John Hamish Roake           |
| 2003 | Piero Morelli               |
| 2004 | Janusz Centka               |
| 2005 | Ian Strachan                |
| 2006 | Alan Patching               |
| 2007 | Derek Piggott               |
| 2008 | Roland Stuck                |
| 2009 | Ross Macintyre              |
| 2010 | Reiner Rose                 |
| 2011 | Giorgio Galetto             |
| 2012 | Bob Henderson               |
| 2014 | Non assegnato               |
| 2015 | Loek Boermans               |
| 2016 | Rainer Wienzek              |
| 2017 | Patrick Pauwels             |
| 2018 | Non assegnato               |